# 新石器革命
新石器革命（英語：Neolithic Revolution）也称农业革命（Agricultural Revolution），泛指发生在公元前10000年左右的全新世早期世界不同地区的智人社会开始同时出现的生存方式改变的现象，也是人类演化由中石器时代进入新石器时代的转折点。新石器革命的基本内容是始于远古的渔猎和采摘在食物供应中的重要性开始被新兴起的农业（畜牧和耕种）所取代，野生动植物被驯化和栽培成为畜禽和作物，人类族群从游居的狩猎采集者社会向定居的农业社会的转型。这一系列转型导致了以大型聚居地为核心的文明开始成型，书写文化、劳动力分工和早期科学技术（比如冶金、制陶、医药和简单机械）得以加速发展。新石器革命代表著人類和自然界的關係從物竞天择般的被動適應環境轉變為主动研究、开发和改造環境，人工选择开始逐步取代部分自然选择，这對人類最终成为地球上的顶级物种具有極其重要的意義。

## 背景

農業產生的主要區域及農業技術傳播路線：新月沃地（距今11000年），長江、黃河中下游（距今9000年），新幾內亞高地（距今9000–6000年），中墨西哥（距今5000–4000年），南美北部（距今5000–4000年），北美東部（距今4000–3000年），撒哈拉以南非洲（距今5000–4000年，具體地點不明）

狩猎采集者有着与农耕者不同的日常需求与生活方式。狩猎采集者一般居住在临时搭建的房屋，他们的生活以小群体的方式在迁徙中度过，很少与外界联系。他们的食物来源多样，根据四季更迭而变化。相比之下，农耕方式可以支持更大的社会群体，农耕者通常定居在一个固定区域，人口密度往往比采集者社会要高许多。贸易的发展以及社会复杂程度的提高促使农耕者更多的与外界群体发生接触交流。
然而，农业带来的人口增加并不意味着健康状况的提升，农业社会对单一作物的依赖可能对人的健康造成一些负面影响。例如，玉米缺乏一些关键的氨基酸（赖氨酸和色氨酸），它所含的铁也很少，此外它所含的植酸可能会抑制对营养的吸收。其它影响健康状况的因素还包括家禽/家畜身上的寄生虫、垃圾中滋生的害虫、食物/水源污染等等。施肥和灌溉可以促进增收，但这些行为同时也可能造成当地昆虫与细菌的增长，而谷物的储存也会引来昆虫和啮齿动物。

## 农业转型
“新石器革命”一词是戈登·柴尔德在出版于1936年的书籍《人类创造了自身》中首次提出的。柴尔德将其用于指代发生在中东地区的一系列农业革命的源头，“革命”一词是为了说明这次转变对人类社会的重大意义。

在公元前10000年到公元前8000年左右，肥沃的新月地区开始陆续的向农业社会转型。美拉尼西亚地区巴布亚新几内亚南高地省的库克早期农业遗址大约发展于公元前8000年。这种转型伴随着从游牧生活向定居生活的转变，根据当地的自然条件，人类开始驯化本土动植物。

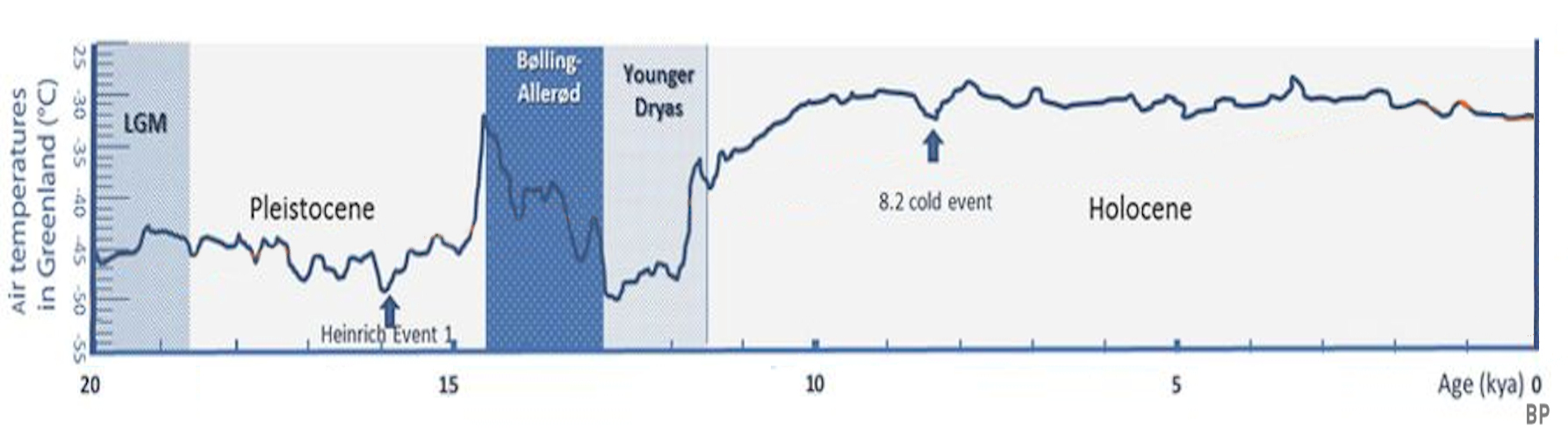
自末次冰盛期以来地球的气候变化，图表根据格陵兰冰芯数据绘制。农业革命始于新仙女木时期（Younger Dryas）结束后全新世气温的回升与长时间的稳定。

以下是几种解释人类向农业转型的可能理论（不相互排斥）：
- 绿洲理论，最初由拉 Raphael Pumpelly 在1908年所提出，并在戈登·柴尔德的介绍下流传开来。该理论认为，当时气候变化导致了更加干燥的环境，人类的生活范围不得不缩小到有如绿洲大小，这种区域的集中促使人类与当地动植物联系更加紧密，并由此开始驯化它们。但该理论如今已被抛弃，因为科学研究发现当时的环境更加潮湿而非更加干燥。[9]
- 丘陵侧翼假说，由 Robert Braidwood 在1948年提出，他认为农业始于托罗斯山脉和札格罗斯山脉的一侧，那里的气候并不干燥，相反，那里肥沃的土地支持驯化各类植物和动物。[10]
- 盛宴理论，由 Brian Hayden 提出，该理论认为炫耀性的权力展示（如举办盛宴）驱动了农业的发展，这种展示需要集合大量的食物，从而间接推动农业技术的更新。[11]
- 人口学理论，由 Carl Sauer 提出，并经 Lewis Binford 和 Kent Flannery 修改，该理论认为越来越多的定居人口超出了当地环境的承载能力，单纯的采集已无法满足他们的食物需求，这迫使社会进一步向农业发展。[12][13]
- 演化/意向理论，由 David Rindos 等人提出，理论认为农业可以被视为是植物与人类的相互适应，对作物的驯化始于人类对特定野生植物的保护，这种保护促使了种植地点的固定化，并最终导致了一些植物的完全驯化。[14]
- Peter Richerson、Robert Boyd 和 Robert Bettinger 指出，农业的起源与全新世开始日渐稳定的气候状况有关。[15]
- Leonid Grinin 认为，农业的起源与驯化作物的选择无关，它更多是当地特殊自然环境（例如东南亚）带来的结果。证据表明，对谷物的驯化始于近东某处，可能位于以色列或者埃及。所以 Grinin 推断，农业的起源时间大概是距今12000到9000年前，尽管在某些地方，首次驯化动植物的时间可以推算到距今14000到15000年前。[16]
- Andrew Moore 认为，农业的历史可能比我们想象的更长，它源于黎凡特地区的长期发展，很可能在旧石器时代就已经出现了农业的源头。在《新石器革命再评估》中，Frank Hole 扩展了人类与驯化物种之间的关系，他认为驯化事件可能独立发生在不同时期的某些未知地点。Hole 指出，我们还没有发现处于从野生动物到驯化动物的过渡阶段的遗迹，人类似乎是瞬间就驯化了这些物种，这是不合常理的。[17]

## 早期谷物收割（西元前23,000年）

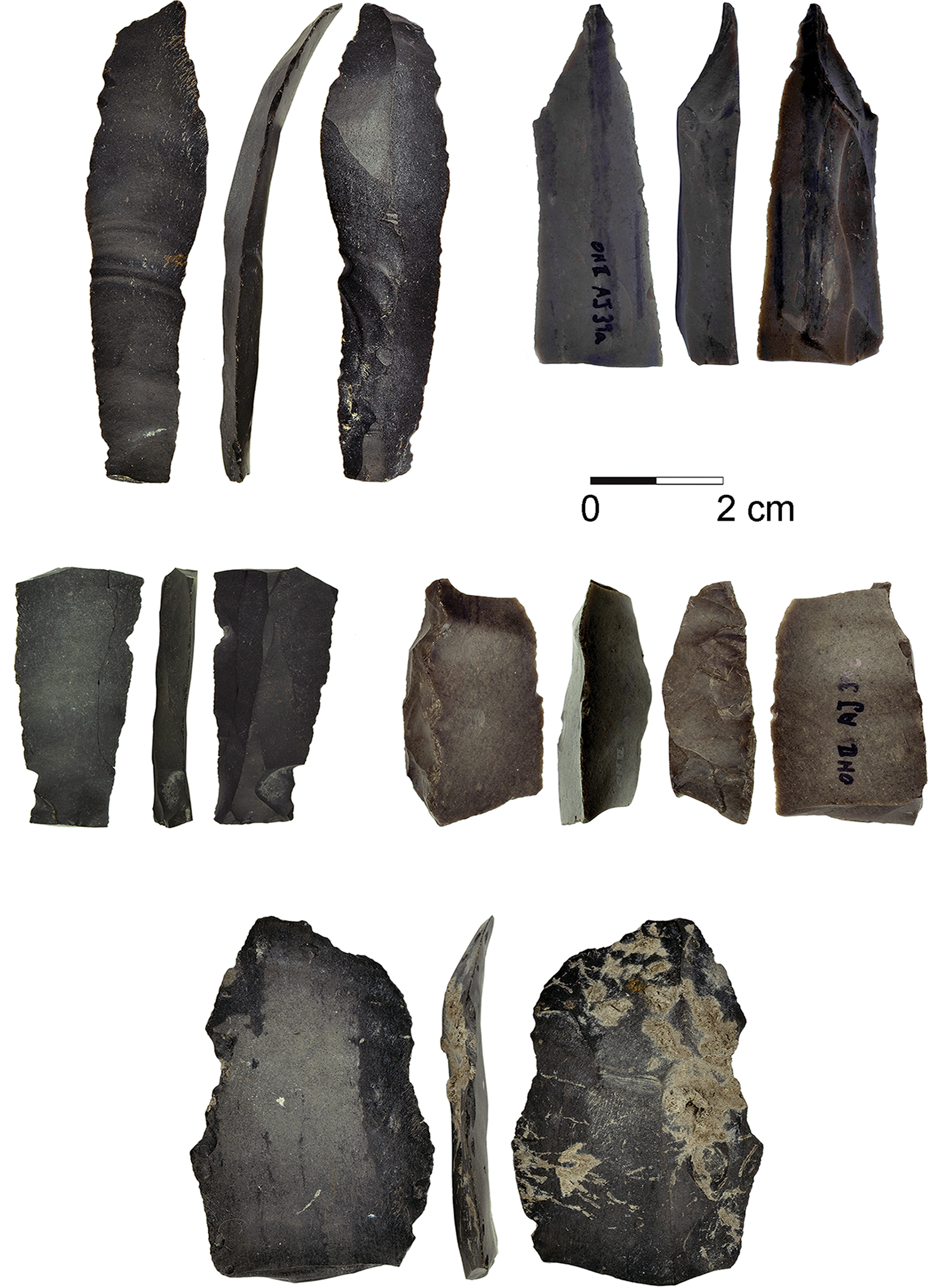
发现于奥哈洛二号遗址的，23000年前的谷物收割工具

对奥哈洛二号遗址（Ohalo II）中的5个燧石刀片的磨损分析显示，大约在23000年前，一个狩猎采集群体曾定居在以色列北部的加利利海岸附近，我们从他们的遗迹中发现了最早的谷物收割工具的证据。奥哈洛遗迹的历史处于旧石器时代晚期与新石器时代初期之间。
证据显示，这些工具被用于收割接近成熟的野生谷物，收割时间在谷物自然成熟脱落前不久。这些工具的使用痕迹并不十分明显，它们显示出两种可能的使用方式：手持或者附在手柄上使用。这些发现揭示了比纳图夫早约8000年，比近东的定居农业社区早12000年的谷物收获技术。此外，这项新发现与该地点最早的谷物种植证据以及石磨的使用时间非常吻合。

## 植物的驯化
农业在公元前9000年左右开始发展，人类的活动导致了谷类植物的选择性繁殖（始于二粒小麦、一粒小麦和大麦），这种选择不仅仅局限于植物种子所包含的热量多少，还取决于许多其它的因素。例如，种子过小或者含苦味的植物会被淘汰，成熟时迅速脱落种子的植物往往难以被统一的收割采集，因此也不会被储存到下一季播种。此外，作物的连续收获也间接的选择了那些可以更长保留其种子的品系。
当早期农民完善了他们的农业技术，例如发展出灌溉（最早可追溯到公元前6000年的库兹坦地区），他们的作物就会产生盈余，他们需要储存这些盈余的物资。狩猎采集者由于其不断迁徙的生活方式而难以长期储存食物，那些有固定居所的人则可以比较方便的储存粮食。最终，粮仓被开发了出来，使人口聚集的村庄能够更长时间地储存他们的粮食与种子。随着粮食的盈余与储存，社区可支持的人口数量增加了，进而能够发展出专业的工人和更先进的工具。
植物的驯化不是一个线性的过程，过去的人们曾为此付出了许多艰辛复杂的努力，它是由不同地区的不同人类群体以许多不同的方式进行的。

## 发展与传播

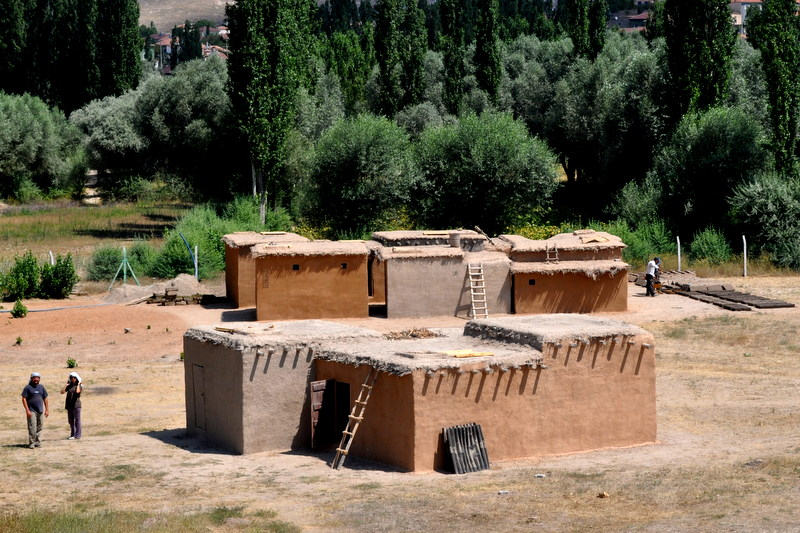
新石器时代的特点是固定的人类定居点以及从10000年前开始的农业，图为在现代土耳其的 Aşıklı Höyük 重建新石器时期的住房。

### 农业在黎凡特的起源
大约在10000-9000年前，农业首先出现在地处亚洲大陆西南部的黎凡特地区，该地区主要驯化了三种谷物：二粒小麦、一粒小麦和大麦，四种蔬菜：扁豆、豌豆、苦野豌豆和鹰嘴豆，以及亚麻。驯化的过程是缓慢的，可能花费了数百年，甚至上千年的时间。
在奥哈洛二号遗址（Ohalo II）发现的种子与研磨石的历史可以追溯到距今19400年前，这些发现或许表明，当时居住在奥哈洛附近的人们有意种植了一些植物以供食用，并且他们会对这些作为食物的种子做一些预处理。泰尔·阿斯瓦德（Tell Aswad）是人们发现的最古老的农业遗址，其中驯化的二粒小麦可追溯到距今10800年前。随后不久，在约旦河谷的杰里科和约旦的伊拉克埃德杜布（Iraq ed-Dubb）出现了带壳的二棱大麦。黎凡特走廊上其他显示出早期农业证据的区域还包括瓦迪·费南16号遗址（Wadi Faynan 16）和内特夫·哈格杜德（Netiv Hagdud）遗址。Jacques Cauvin 指出，泰尔阿斯瓦德的定居者并不是在当地进行的驯化工作，而是“可能从邻近的东黎巴嫩山脉（Anti-Lebanon）引进了具备种植能力的种子”。在新月沃土东部，考古学家在位于伊朗的乔加戈兰（Choga Gholan）发现了野生植物的种植证据，其年代约为公元前12000年，这表明在大致同一时间，新月沃土中有多个地区同时出现了对植物的驯化行为。考古学家在黎巴嫩约旦河源附近的大约50个遗址中发现了包含有重石器（Heavy Neolithic）的卡劳恩文化（Qaraoun culture ），但尚未确定其具体年代。

### 东亚
中国在新石器时代的农业发展可以大致划分为两大区域：华南与华北。

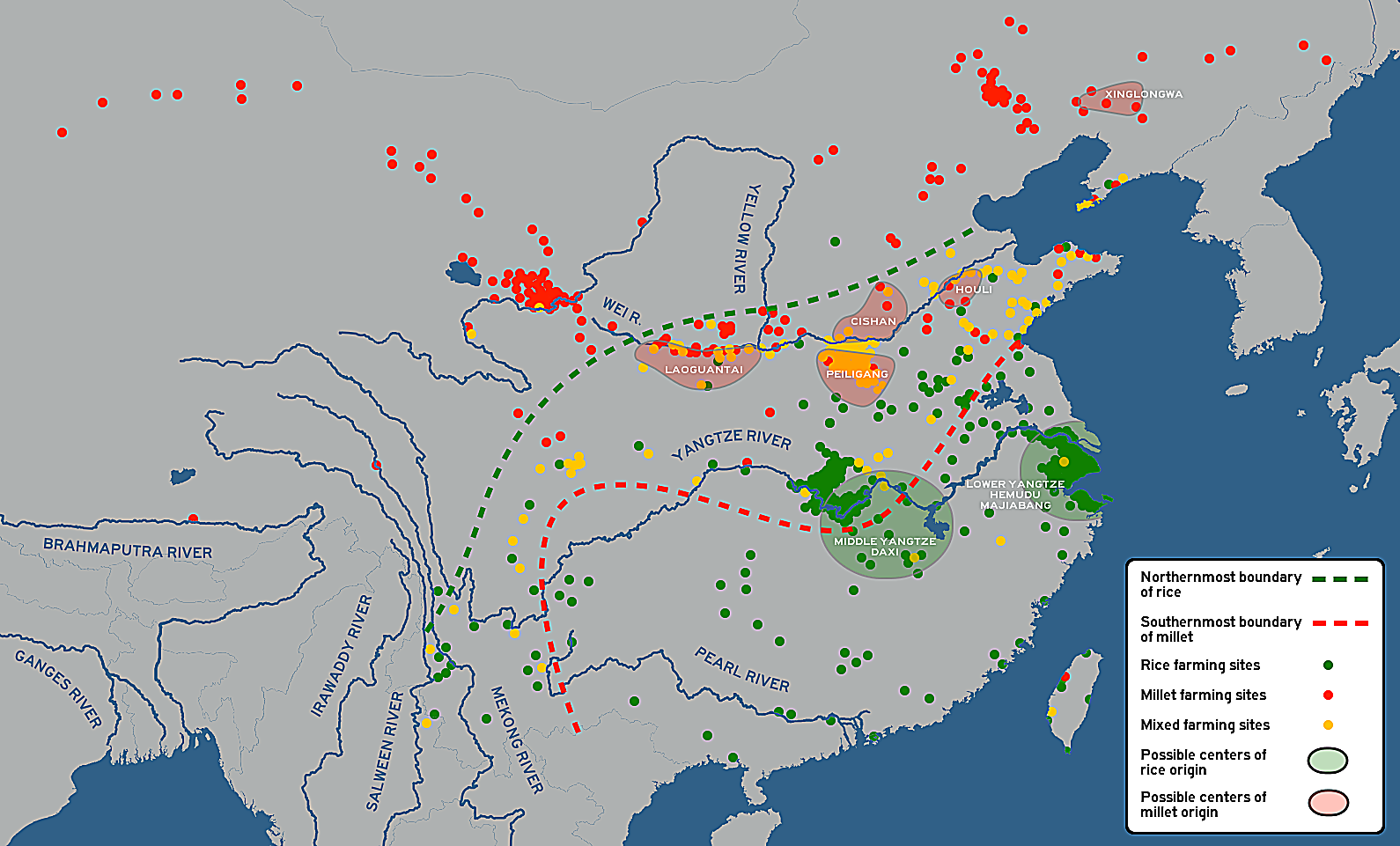
水稻、杂谷以及混合种植的空间分布

中国华北的农业中心可能位于早期汉藏语系的人口聚居地，以及包括黄河盆地中的后李文化、裴李岗文化、磁山文化和兴隆洼文化。居住在这个区域的人类在距今大约8000年前驯化了小米和高粱，并从距今7500年前开始广泛种植。大豆也是在华北驯化的，驯化时间大约在距今4500年前。橙子和桃子也起源于中国，它们在公元前2500年左右开始种植。
中国华南的农业中心位于长江流域附近。距今大约13500-8200年前，该区域居民驯化了水稻，并发展出了使用稻田的种植方式。

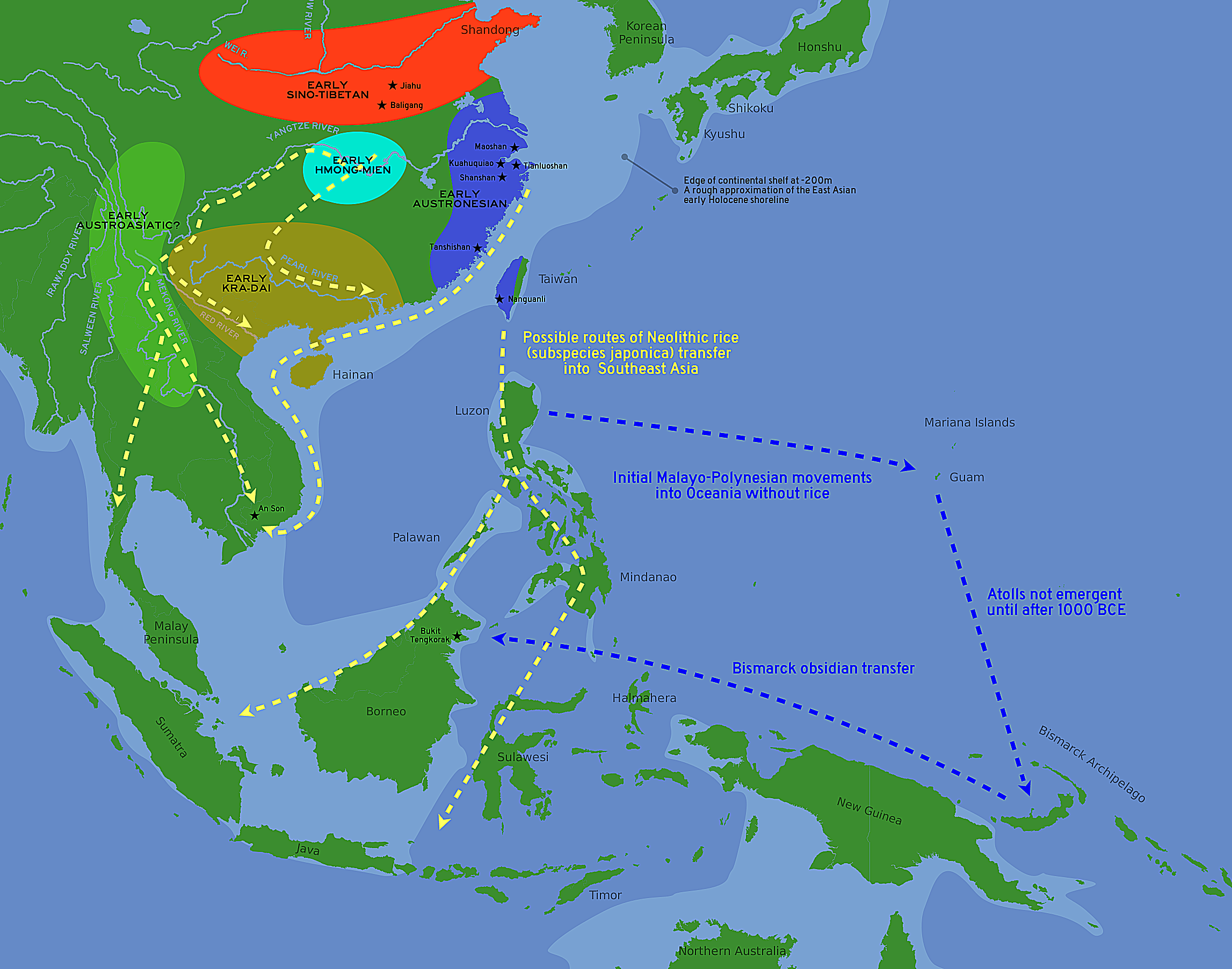
水稻的传播路线，全新世早期的大致海岸线以浅蓝色表示。

水稻的驯化中心可能有两个。第一个位于长江下游，该处居民被认为是南岛民族的祖先，它与跨湖桥、河姆渡、马家浜和崧泽文化相关。这个区域具有典型的前南岛风格特征，包括棚屋、玉石雕刻和船只技术。他们的饮食还包括橡子、荸荠、芡，并驯化了猪。第二驯化中心位于长江中游地区，据信是早期苗族人的故乡，它与彭头山和大溪文化相关。这两个地区的人口众多，彼此之间有定期的贸易往来，并与西边的早期南亚语系和南边的早期壮侗语系族群有交往，这促进了水稻种植在整个中国南方地区的传播。

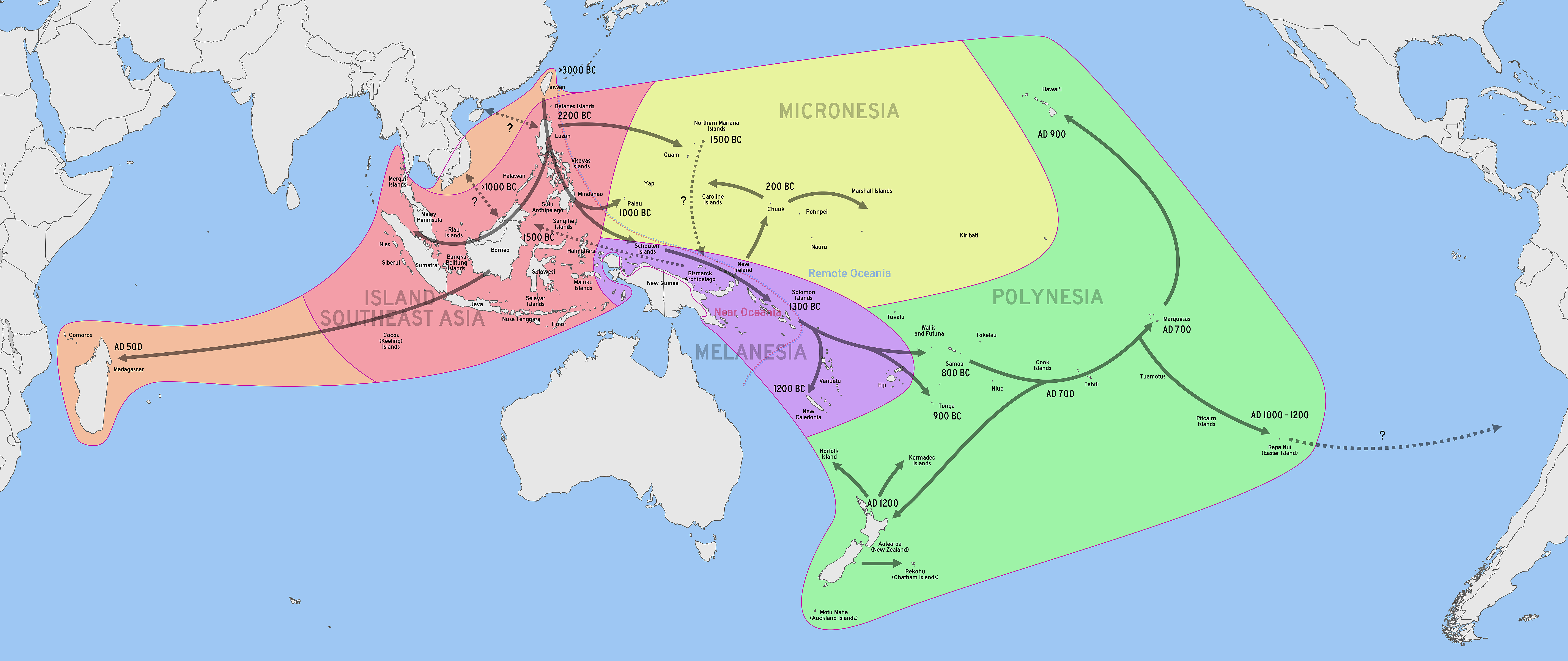
南岛语系族群的扩散

水稻和杂谷（包括大麦、小麦、高粱等）的种植文化在距今大约9000-7000年前首次接触，并从此在两种作物的种植中心之间产生了一条走廊，在这个交会区域内，人们同时种植水稻与杂谷。距今大约5500-4000年前，许多早期的南岛族人迁移到了台湾，他们为台湾带去了水稻和小米种植技术。有证据表明，在这一时期的台湾与澎湖群岛有大量的人口定居点以及水稻种植区，这或许导致了当地自然环境的过度开发，并随之引发了南岛族人往海洋区域的进一步扩张。南岛族人在距今大约5000年前从台湾扩散到了菲律宾。
南岛民族将水稻种植文化以及其它一些驯化的物种带到了东南亚的各岛国，而热带岛屿上的本土作物也为他们所用。每次出海航行时，他们都会携带一些有用的动物和植物，这导致了驯化物种在太平洋各岛屿的快速散播。在公元前3500年左右，他们与位于新几内亚的巴布亚语人群，以及位于印度南部和斯里兰卡的达罗毗荼语系人群进行了接触，南岛人从这些区域取得了更多可供食用的作物（例如香蕉和胡椒），并为他们带去了南岛族的技术（例如湿地种植和独木舟）。在公元前1000年，他们甚至到达了马达加斯加和葛摩，并将东南亚的食物，包括水稻，带到了东非。

## 动物的驯化
当狩猎采集者开始定居下来，为了更有效率的获得食物，他们不能与野生动物相距太远，那么，将动物带到自己的定居点就变得很有必要了。动物的体型、习性、饮食、繁育方式以及寿命都是驯化考虑到的因素。有些动物可以为人类提供奶制品，例如牛和山羊，奶制品包含有丰富的蛋白质，对人类有很高的营养价值。还有些动物可以替代人类进行一些繁重的劳动，例如耕地。此外，驯化动物作为食物来源也是必不可少的方面。除了提供食物以外，某些动物还能为人们提供皮革、毛发和肥料。最早被驯化的动物包括狗（东亚，15000年前）、绵羊、山羊、牛和猪。

## 結果

### 社会变革

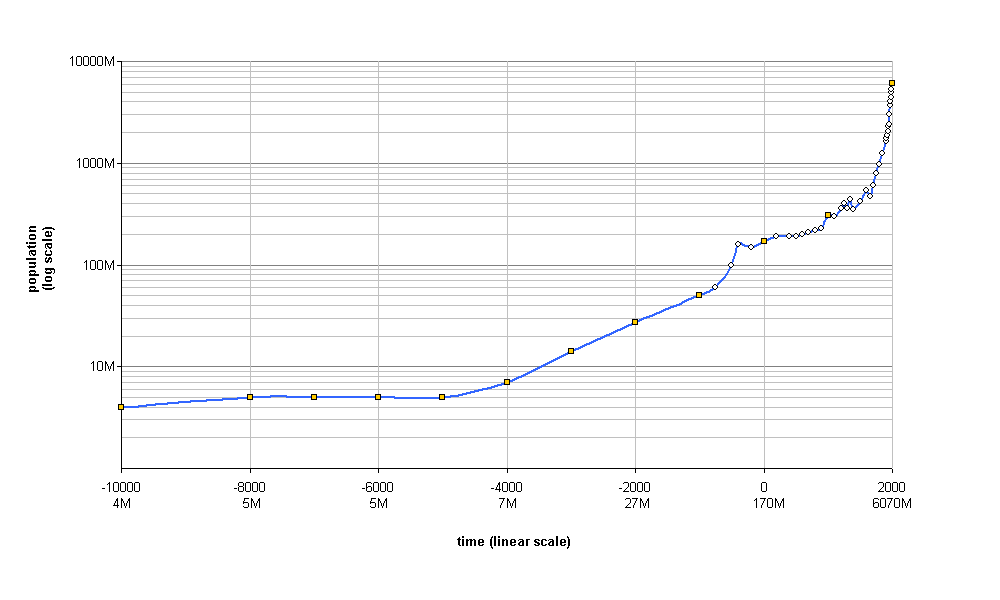
向农业的转型没有立即导致世界人口增长

尽管新石器时代的技术有了很大的发展，但人口数量却没有立即发生显著的增长，这或许是因为农业带来的人口增长与其伴随的负面影响（例如疾病滋生、战争兴起）相抵消了。
人们的生活水平并没有因为农业的引入而有很大的提升，就许多方面而言，农业时期的人类生活状况要比狩猎采集时更差了。一些考古研究指出，向谷物饮食的转变降低了人类的平均寿命，人类身材变得更加矮小，婴儿死亡率增加，传染病增多，慢性疾病、炎症、退化性疾病（例如肥胖、2型糖尿病和心脑血管疾病）增加，特定的营养成分缺乏（例如维生素、铁元素和矿物质），骨质和牙齿的状况变差。从狩猎采集到农业社会，人类的平均身高降低了10cm，一直到20世纪，人类的身高才恢复到农业社会前的水平。
传统观点认为，农业产出的额外食物带来了更加密集的人口，这些额外人口又反过来促进了社区的聚集。食物和工具的积累促成了社会分工，社会规模的壮大带来了政治的发展。额外的食物使社会中的精英阶级有了存在的可能，他们不必从事农业或者工商业，而是以其他的方式统治社区并为之制定政策。贾雷德·戴蒙德在他的作品《直到昨日的世界》提出，牛奶和谷物的供应使得母亲可以同时抚育较为年长（3-4岁）的和年幼的孩子，于是社会人口得以迅速增长。戴蒙德同意女权学者 V. Spike Peterson 的观点，认为农业加剧了性别的不平等。此外，一些历史学者，例如 Veronica Strang 以宗教发展的角度来看待农业进程，他引述 Parsons 的话说“社会总是宗教的崇拜对象”，他认为随着政治的集中化，社会角色必须被固定并合理化，那么宗教就为这种合理化提供了一种合适的方法。这种发展从宗教的多神向单一神灵的转变中也能看出一二。

### 后续发展
安德魯·謝拉特认为在新石器革命之后还有另一个重大的革新时期，他称之为“第二次产品革命”。他认为人对动物的最初驯化似乎只是为了获取食物，而第二次产业革命始于人们对动物其它产物的利用。这些发现包括：
- 皮革（来自未经驯化的动物）
- 将动物的排泄物用作肥料 （来自所有被驯化的动物）
- 毛发（绵羊、骆驼、羊驼、安哥拉山羊）
- 奶 （山羊、牛、牦牛、绵羊、马、骆驼）
- 繁重的体力劳动 （牛、野驴、家驴、马、骆驼、狗）
- 保护和狩猎（狗）

謝拉特提出，这次发展最终为人类带来了集约化的自给农业，人类得以开垦更多的土地用作耕种。它还使在沙漠边缘的半干旱地区的游牧成为可能，并最终导致了单峰骆驼和双峰骆驼的驯化。人类在这些地区的过度放牧，特别是山羊群的过度放牧，极大地扩展了沙漠的面积。
在固定地点的劳动带来了个体与特定土地的依附关系，人们可以储存食物以应对贫乏时期，并将自己的多余储存用于交换其它生活必需品。一旦固定的土地与交易体系成型，人口就可以迅速增长，社会随之演变出工匠职业。归功于食物的充裕，工匠可以利用自己的闲暇时间研究一些新的技艺，例如金属兵器。复杂的社会可能需要借助于某种形式的社会组织才能有效地工作，宗教就是一种非常有效的社会组织。人口的增长可能还带来了军队的职业化以及私有制的发展。此外，这些由人口定居而来的复杂性也导致了有史以来第一座城市的建立。

### 饮食与健康
与狩猎采集者相比，新石器时代农民的饮食中碳水化合物含量较高，而纤维、微量元素和蛋白质的含量较低。这导致了人群中龋齿概率的增加，以及儿童发育减缓、体脂增加。研究发现，世界各地的人类在向农业转型之后，他们的身形都变得更加矮小了。这种身高的变化趋势可能会随农业饮食的季节因素以及作物歉收影响而加剧。
在农业社会下，疾病的传播要更为迅速。新石器革命后，人们对动物的驯养可能导致了病原体的跨物种传播，而当时的环境卫生状况更是加快了这类传播的速度。从动物传播到人类的疾病包括流感、天花、麻疹等。对古代微生物的基因组研究表明，适应人类的肠道沙门氏菌的祖先曾感染整个欧亚大陆西部农牧民长达5500年，这为新石器革命给人类带来了更多疾病的假设提供了分子层面的证据。根据自然选择原理，首先驯化了大型哺乳动物的人群在几个世代内就显著增强了对人畜共患病的免疫能力。在与驯养物种亲密相处了将近10000年后，相比其他地区人群，生活在欧亚大陆和非洲的人拥有更多的疾病抵抗力。在与欧洲殖民者正式接触之前，加勒比和太平洋岛国的大部分人口都已经在这些源于欧亚与非洲的疾病传播中丧生，90%的美洲人口死于外来的传染病。虽然印加文化中也有饲养大型哺乳动物（羊驼）的行为，但印加人并不喝羊驼奶，他们也不会把羊驼饲养在封闭的人类居住区内，所以他们感染疾病的风险要低很多。根据生物考古研究，在4000至1500年前的东南亚水稻种植社会中，农业并没有像在世界其他地区那样，对人的身体与牙齿健康造成过多负面影响。
Jonathan C. K. Wells 和 Jay T. Stock 认为，随着农业的兴起，饮食结构的改变与疾病的增多已经彻底改写了人类的生物学与生活史，自然选择使得人类的能量倾向于更多的分配给生殖方面，而更少分配给体格的生长与维持。

### 技术
贾雷德·戴蒙德在他的《枪炮、病菌与钢铁》中认为，居住在欧洲和东亚的人类具有优越的地理位置，这为他们在新石器革命中的领先奠定了基础。这两处地点的气候条件都非常适合农业发展，并且区域内众多的动植物也为驯化提供了丰富来源。并且相比于生活在欧亚大陆中部的人们，这两处区域更少受到周边族群的侵扰。作为最先开始定居生活，并与周边开展贸易活动的群体，欧洲和东亚人也最早受益于枪炮和钢铁等技术的革新。

## 考古遗传学
新石器时代的农业文化由中东向周边地区的扩散与人类遗传标记的分布存在相关。在欧洲，新石器时代文化的传播与 G2a有關，在中東農業的傳播與E1b1b 系和 J 单倍群的分布相关，这些单倍群被认为是分别从北非和近东来到欧洲的。在非洲，农业的传播，尤其是班图人的扩张，与来自西非的 Y染色体单倍群 E1b1a 的散布相关。